# Улянівська селищна рада
Уля́нівська се́лищна ра́да — орган місцевого самоврядування в Білопільському районі Сумської області. Адміністративний центр — селище міського типу Улянівка.

## Загальні відомості
- Населення ради: 2 998 осіб (станом на 2001 рік)

## Населені пункти
Селищній раді підпорядковані населені пункти:
- смт Улянівка
- с. Бакша
- с. Павленкове

## Склад ради
Рада складається з 20 депутатів та голови.
- Голова ради: Єрмоленко Павло Іванович
- Секретар ради: Теницький Микола Михайлович

### Керівний склад попередніх скликань
| Прізвище, ім'я, по батькові | Основні відомості                                                              | Дата обрання | Дата звільнення |
| --------------------------- | ------------------------------------------------------------------------------ | ------------ | --------------- |
| Рудь Надія Іллівна          | Селищний голова, 1953 року народження, член Соціалістичної партії України      | 26.03.2006   | 31.10.2010      |
| Єрмоленко Павло Іванович    | Селищний голова, 1962 року народження, освіта середня спеціальна, безпартійний | 31.10.2010   |                 |

Примітка: таблиця складена за даними сайту Верховної Ради України

### Депутати
За результатами місцевих виборів 2010 року депутатами ради стали:

#### За суб'єктами висування
| Суб'єкт висування                                       | Кількість обраних депутатів | %  |
| ------------------------------------------------------- | --------------------------- | -- |
| Партія регіонів                                         | 11                          | 55 |
| Політична партія Всеукраїнське об'єднання «Батьківщина» | 9                           | 45 |

#### За округами
| № округу                                                | Прізвище, ім'я, по батькові    | Дата визнання обраним | Освіта             | Партійна приналежність                        | Відомості про обраного депутата                                                                                              |
| ------------------------------------------------------- | ------------------------------ | --------------------- | ------------------ | --------------------------------------------- | --- |
| Партія регіонів                                         |                                |                       |                    |                                               | |
| 2                                                       | Мацуєв Олег Михайлович         | 05.11.2010            | вища               | позапартійний                                 | Улянівський НВК «Загальноосвітня школа І-ІІІ ст. — ДНЗ», директор                                                            |
| 3                                                       | Захарченко Олексій Миколайович | 05.11.2010            | вища               | позапартійний                                 | УЗК, інженер |
| 4                                                       | П'ятаченко Андрій Павлович     | 05.11.2010            | вища               | позапартійний                                 | приватний підприємець |
| 5                                                       | Колос Володимир Іванович       | 05.11.2010            | середня спеціальна | позапартійний                                 | пенсіонер |
| 6                                                       | Панасовський Сергій Васильович | 05.11.2010            | вища               | позапартійний                                 | тимчасово не працює |
| 8                                                       | Йолтуховська Тетяна Іванівна   | 05.11.2010            | вища               | позапартійна                                  | Улянівський дошкільний навчальний заклад «Світанок», завідувачка                                                             |
| 11                                                      | П'ятаченко Іван Григорович     | 05.11.2010            | вища               | член Партії регіонів                          | пенсіонер |
| 12                                                      | Горяєв Микола Павлович         | 05.11.2010            | середня спеціальна | позапартійний                                 | пенсіонер |
| 13                                                      | Черненко Ірина Вікторівна      | 05.11.2010            | вища               | позапартійна                                  | Улянівська спеціальна загальноосвітня школа-інтернат для дітей сиріт та дітей позбавлених батьківського піклування, вчитель  |
| 14                                                      | Бойко Ірина Василівна          | 05.11.2010            | середня спеціальна | позапартійна                                  | приватний підприємець |
| 18                                                      | Пасько Інна Сергіївна          | 05.11.2010            | вища               | позапартійна                                  | тимчасово не працює |
| Політична партія Всеукраїнське об'єднання «Батьківщина» |                                |                       |                    |                                               | |
| 1                                                       | Крамар Володимир Іванович      | 05.11.2010            | середня спеціальна | член Всеукраїнського об'єднання «Батьківщина» | пенсіонер |
| 7                                                       | Зимовнова Світлана Йосипівна   | 05.11.2010            | середня спеціальна | позапартійна                                  | тимчасово не працює |
| 9                                                       | Денисенко Людмила Миколаївна   | 05.11.2010            | середня спеціальна | позапартійна                                  | Улянівський дошкільний навчальний заклад «Світанок», вихователь                                                              |
| 10                                                      | Середа Тетяна Василівна        | 05.11.2010            | вища               | позапартійна                                  | Улянівський НВК «Загальноосвітня школа І-ІІІ ст. — ДНЗ», вчитель                                                             |
| 15                                                      | Макушенко Лариса Миколаївна    | 05.11.2010            | середня спеціальна | позапартійна                                  | Улянівська спеціальна загальноосвітня школа-інтернат для дітей сиріт та дітей позбавлених батьківського піклування, комірник |
| 16                                                      | Плут Людмила Анатоліївна       | 12.06.2011            | вища               | позапартійна                                  | Улянівська НВК ЗОШ І-ІІІ ст. ДНЗ, вчитель                                                                                    |
| 17                                                      | Білозор Надія Іванівна         | 05.11.2010            | вища               | позапартійна                                  | тимчасово не працює |
| 19                                                      | Присяжнюк Сергій Миколайович   | 05.11.2010            | вища               | член Всеукраїнського об'єднання «Батьківщина» | тимчасово не працює |
| 20                                                      | Теницький Микола Михайлович    | 05.11.2010            | вища               | позапартійний                                 | Улянівська селищна рада, секретар                                                                                            |